# Aoyama (Tokio)
Aoyama (Japans: 青山) (Nederlands: Blauwe berg) is een wijk in Tokio, ten noordoosten gelegen van Minato. Tijdens de Edoperiode lagen verschillende tempels en heiligdommen in deze wijk. De wijk is vernoemd naar een generaal tijdens de Edoperiode, Aoyama Tadanari. 
Tegenwoordig is Aoyama samen met de wijken Shibuya en Harajuku een van de populairste uitgaans- en winkelgebieden voor jongeren in Tokio. De wijk staat vooral bekend om zijn modehuizen, restaurants en winkels. Het Chichibunomiya Rugby Stadium ligt in het noorden van Aoyama.
Akasaka · Akihabara · Aomi · Aoyama · Ariake · Asagaya · Asakusa · Asakusabashi · Azabu · Daikanyama · Den-en-chōfu · Ebisu · Futako Tamagawa · Ginza · Gotanda · Hamamatsuchō · Harajuku · Hibiya · Hongō · Ichigaya · Iidabashi · Ikebukuro · Iwamotochō · Jiyūgaoka · Jinbōchō · Jūjō · Kabukichō · Kagurazaka · Kajichō · Kanda · Kasumigaseki · Kichijōji · Koishikawa · Kugayama · Kyōbashi · Kōenji · Kōjimachi · Marunouchi · Mita · Nagata · Nihonbashi · Nishi Shinjuku · Ochanomizu · Odaiba · Ogawamachi · Ōizumigakuenchō · Omori · Omotesandō · Otemachi · Roppongi · Ryogoku · Sanya · Sendagaya · Shiba · Shibaura · Shibuya · Shimo-Kitazawa · Shinbashi · Shinjuku · Shinjuku ni-chōme · Shiodome · Shirokane · Shirokanedai · Sugamo · Surugadai · Takadanobaba · Takanawa · Tamachi · Tateishi · Tatsumi · Toyosu · Tsuki no Misaki · Tsukiji · Tsukishima · Uchi-Kanda · Ueno · Wakasu · Yaesu · Yayoi · Yoga · Yotsuya · Yoyogi · Yūrakuchō